# Bahía de Caráquez
Bahía de Caráquez, también conocida como Villa de San Antonio de Morga de la Bahía de Caráquez, es una ciudad ecuatoriana; cabecera cantonal del Cantón Sucre, así como la octava urbe más grande y poblada de la Provincia de Manabí. Se localiza al centro de la región litoral del Ecuador, a orillas del océano Pacífico, en la orilla izquierda de la desembocadura del río Chone, a una altitud de 15 m s. n. m. y con un clima semiárido cálido de 24,4 °C en promedio.
Fue fundada por el presidente de la Real Audiencia de Quito, Antonio de Morga, quien fuera uno de los cronistas y conquistadores de Filipinas. Es llamada "Puerta y Cuna de la Nacionalidad Ecuatoriana" por su ubicación geográfica y su historia. En el censo de 2022 tenía una población de 22.209 habitantes, lo que la convierte en la sexagésima cuarta ciudad más poblada del país. La ciudad es el núcleo del área metropolitana de Bahía de Caráquez, la cual está constituida además por ciudades y parroquias rurales cercanas. El conglomerado alberga a más de 50.000 habitantes.
Desde la época prehispánica fue la antigua capital del Reino de los Caras, una entidad territorial indígena que comprendía el norte de Manabí y parte de Santo Domingo de los Tsáchilas. En los comienzos de la etapa colonial fue la ciudad-sede gubernamental y administrativa de la Tenencia de Caráquez. Fue la ruta principal de llegada de expedicionarios españoles para la conquista de los actuales territorios de la actual República del Ecuador, principalmente de su paso por conquistar el Reino de Quito y el Imperio inca. Las actividades principales económicas de la ciudad son: la industria camaronera, el comercio y el turismo.

## Historia

### Época colonial
Fue fundada la ciudad a orillas del mar, no está asentada definitivamente en la bahía actual en marzo de 1628 con el nombre oficial de Ciudad de San Antonio de Morga de la Bahía de Caráquez por Don José de Larrazábal en pleno reinado de Felipe IV de España, por órdenes del Presidente de la Real Audiencia de Quito Doctor Antonio de Morga.

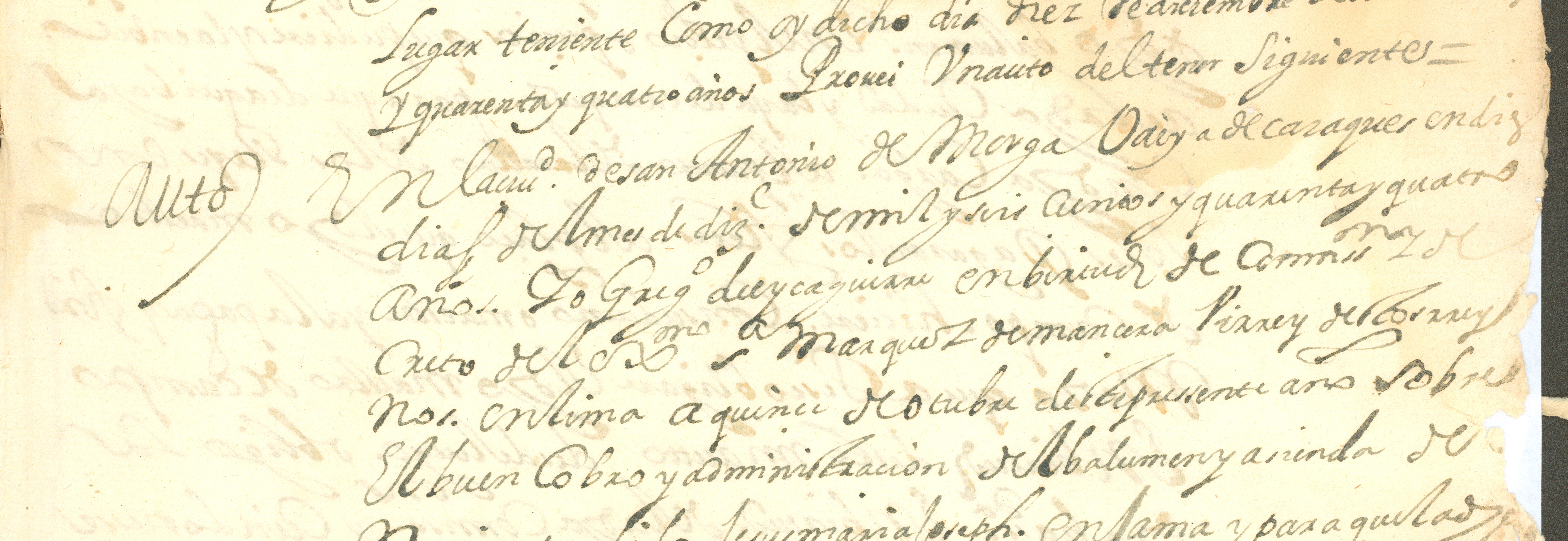
Documento que señala la existencia que Bahía de Caráquez constaba como la única ciudad indiana fundada por españoles en la zona norte de Manabí. En el encabezado dice En la Ciudad de San Antonio de Morga Vaya de Caráques (10.XII.1644)

Además, desde finales del siglo XVI en la época de la conquista española hasta mediados del siglo XVII se constituyó en un camino comercial que cubría el eje Panamá-Quito, así se consolidó el contacto más importante entre los puertos del pacífico sudamericano y centroamericano, pero el esplendor de este monopolio se desarticuló en 1629 cuando los virreyes del Perú de la época, tomaron desde la Ciudad de Los Reyes decisiones a favor del puerto y astillero de Santiago de Guayaquil, por encontrarse sus élites mercantes comprometidas con el enriquecimiento y centralismo de la Corona española que se encontraba padeciendo una fuerte crisis monetaria, razón por la cual incluso se prohibió determinadamente la libre empresa de los puertos indianos con embarcaciones europeas que no fueran españolas. Las empresas navales españolas debieron dar a conocer la reducción de puertos para evitar la fuga de la plata y víveres que se consumía en la península ibérica, aparte de la reducción de gastos y puestos burocráticos que debieron hacerse para salvar el pellejo de las arcas de los Austrias menores.

#### Los efímerosGobiernos de Caráquez
La llamada  Tenencia de Gobernación de Caráquez fue creada por el Virrey de Lima Don Diego López de Zúñiga y Velasco en 1562 pero a raíz de su esterilización política y desabastecimiento demográfico por falta de población y agrupación de gente que fueron causados en su mayoría por la asolación de severas pestes y estaciones climáticas enfermizas que obligó asimismo a grupos enteros de personas a huir y reagruparse de modo nómada más hacia el oriente en las montañas, valles y cuencas llanas del río Chone y el actual río Carrizal que en aquella época se denominaba río Tosagua, por ello fue suspendido en su totalidad por el virrey Don García Hurtado de Mendoza en 1590, pasando a ser anexada como Alcaldía Mayor de Caráquez a la Gobernación de Atacames o también llamada Gobernación de las Esmeraldas.

##### Carta de la Ciudad al Presidente Morga
Copia de carta del cavildo de la Ciudad de San Antonio de Morga Baya de Caracas escrita al Señor Doctor Antonio de Morga, presidente de la Real Audiencia de Quito, su fecha a 2 de Henero de 1629 años.

En esta Ciudad de San Antonio de Morga y Baya de Caracas hicimos eleción de Alcaldes y Regidores, ayer día de año nuebo porque se comience con el ano las elecciones de Alcaldes y Rejidores y demás oficios que se elijen para la administración y gobierno de esta Ciudad y su  tierra acordó este Cavildo de la quenta a Vuestra Señoría desta eleción como a cabeza de ella a cuyo cargo por cédula particular del Rey nuestro Señor le está cometido por bía de gobierno la población della y caminos. Los electos del Cavildo son quatro Rejidores y dos Alcaldes Hordinarios y uno de la Santa Hermandad y Procurador General. Regidor el primero es el Capitán Basilio de Bargas que al presente está en el puerto con navío a se avecindado en esta Ciudad y se le a dado solar en ella declaró tener treynta mil pesos de hacienda, será muy buen Vezino por ser rico y muy honrado; el segundo Rejidor es Francisco Gonzales Salguero; el tercero Regidor es Fernando Cortés Masias; el quarto Regidor es el Capitán Alonso Hernández Carvajal y Alcalde de  la Santa Hermandad; Procurador General Fernando Cortés Masias. Alcaldes Hordinarios es Francisco Gonzales Salguero y el Capitán Francisco Ramirez Betancur.Y este es el estado en que al presente queda esta Ciudad con el gobierno della y aunque los tiempos han sido tan secos que a faltado el sustento del maíz y los Vezinos que aquí vivimos nos a hecho mucha gran falta porque se ha metido todo de acarreto y ha sido causa de que no s ayan poblado muchos Vezinos en ella este año. Será Dios servido de que acudiendo los temporales buenos de tenga de comer en ella y se animen muchos Vezinos a venir a hazer su Bezindad y será todo siempre a más con el / favor de Dios Nuestro Señor. Quatro Nabíos en este mes pasado an estado en este puerto y los dos dellos an salido ya y los dos están en este dicho puerto que todos vienen a cargar de madera y barazón de mangle que es mucha cantidad la que ay y con esto se ba esta Ciudad poniendo en buen punto, Vuestra Señoría haga despachar el Vicario que está nombrado para esta Ciudad porque nos haze muy gran falta a los Vezinos della y será parte estando el Vicario en ella para que baya en más aumento la Bezindad porque desto tiene muy grande necesidad. Volvemos a referir a Vuestr Senoria cuya persona guarde (Dios) muchos años; de esta Ciudad de San Antonio de Morga y henero 2 de mil y seiscientos y beynte y nueve años.

(f)Joan Macías Cortés. (f)Francisco Ramírez Betancur. (f)Francisco Gonzales. (f)Basilio de Bargas. (f) Fernando Cortés Macías. (f)Alonso Hernández Carvajal.

Concuerda con la carta original que queda en mí poder.
(f)Doctor Antonio de Morga.
Archivo General de Indias,QUITO,11,R.3,N.36

##### Los criterios de la época que defendió Morga sobre la ciudad
[…] Como en Guayaquil no desean que haya otro puerto sino el suyo, han sido enemigos del puerto en la Bahía de los Caraquez. (Hace) trece años, muchos trabajos y dineros (costó el camino), contra la (opuesta) dureza del país, la necedad de los Virreyes y la maldad de los Castros (de Guayaquil), abrir el camino, por el que toma tan solo ocho jornadas por ir desde Quito hasta la costa. Fue iniciado por Martin de Fuica, quien se ahogó al cruzar un rio en la región de los indios Niguas, que son de paz. El esforzado José de Larrazábal lo terminó en el más hermoso lugar que baña la Mar del Sur. Allí fundo la Ciudad que se llamara para los siglos venideros San Antonio de Morga. No es gran vanidad que la población tenga mi nombre, porque ese ha sido el uso en estos reinos. No han pasado más de treinta años en que se fundó la Villa de San Miguel de Ibarra, que honraba al entonces Presidente de la Audiencia Don Miguel de Ibarra sin que nadie dijera que era orgullo o soberbia del gobernante así llamarla. Desde San Antonio de Morga trajinan recuas de mulas cargadas de pescado seco, sal y otras cosas. Los tambos que hay entre el puerto y Quito son buenos, provistos de plátanos, camarones, pescados y pastos. El camino es saludable porque no hay humedad sino poca ya cerca de las montañas. Hay algunas cuestas empinadas, pero sin despenaderos ni peligros mayores. Como la tierra de esa provincia es más bien seca, en los años que no llueve no se puede sembrar y en otros apenas se logra cosechar algo, por lo que la población de la nueva Ciudad no ha crecido mucho. Pero cuando aumente la arribada de barcos y por allí entren y salgan mercaderías, ya no se tratara de cultivar esos duros campos porque la gente vivirá del comercio. Si bien el Príncipe de Esquilache se equivocaba al decir que había mulatos en la región de los Caraquez, más al norte, hacia las Esmeraldas, hay varios reinos de negros y zambos […]. Esto no traerá la ruina  a Guayaquil si se permite el libre comercio de cacao. (Hasta) un niño puede entender que son mejores para el interés del rey dos puertos  ricos que uno pobre. […]. Los Virreyes tienen poca comprensión de las cosas de estas tierras, algunos de ellos han sido hombres de pocas entendederas y más duros de corazón que cuero de adarga.

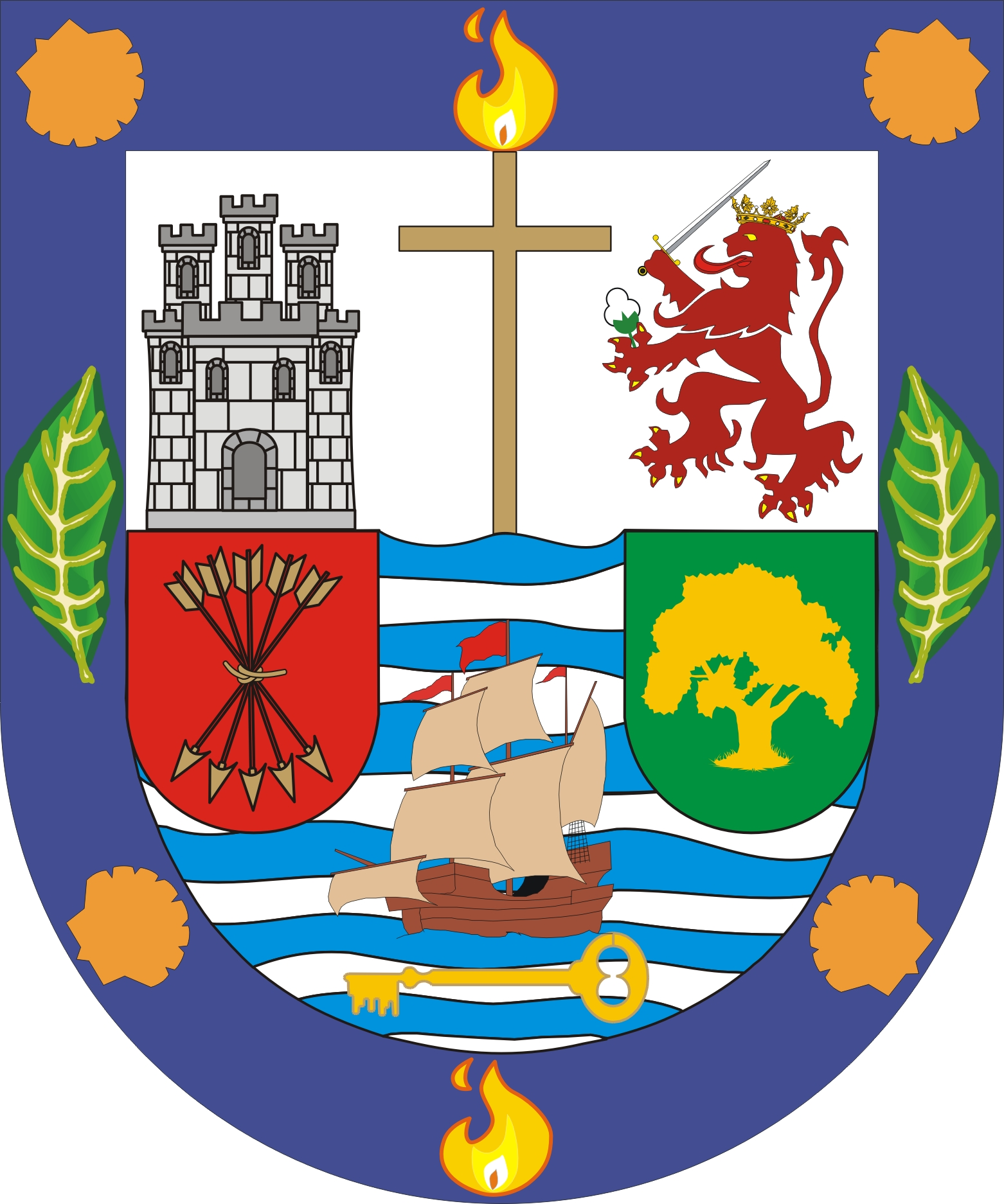
El escudo de armas colonial de la antigua Tenencia de Caráquez que comprendía como eje principal toda la actual Zona Norte de la Provincia de Manabí y fragmentos territoriales de Guayas, Los Ríos y Esmeraldas.

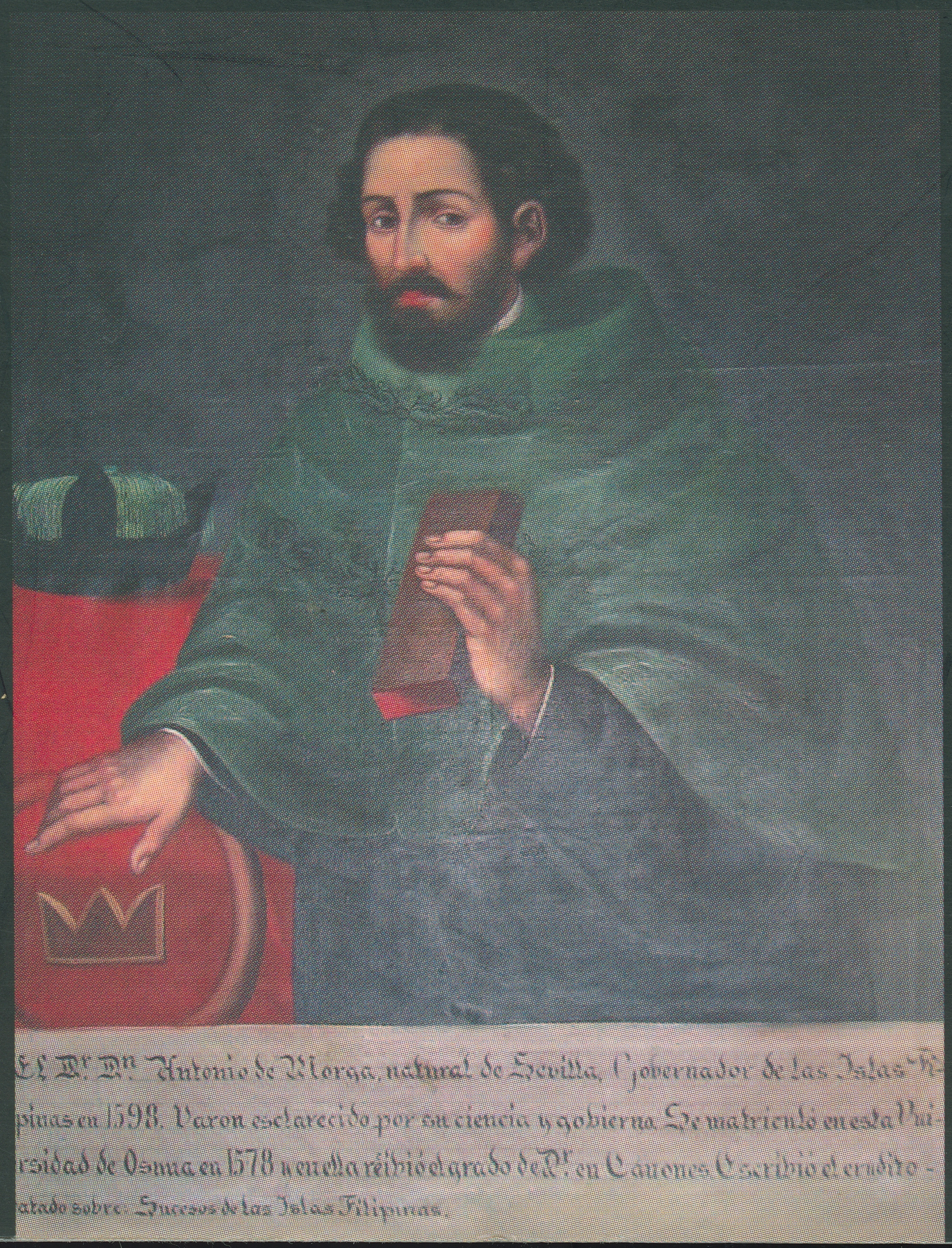
Antonio de Morga

Hay quienes citan también que la actividad sísmica de la zona ahuyentó a la población que se veía peligrada. En el siglo XVIII lo que quedó del antiguo Gobierno de Caráquez se le denominó Partido de La Canoa y la sede pasó a ser la población de Canoa al norte de la actual provincia de Manabí y frente a las costas de la actual ciudad de Bahía de Caráquez, dichos territorios se caracterizaban por su amplia bahía y puerto de arribo asimismo por la cultura pesquera y agrícola que se desarrollaba allí.
Ya en la posteridad el partido de La Canoa que comprendía los mismos territorios del antiguo Gobierno de Caráquez pertenecieron por largo tiempo primeramente a la Gobernación de las Esmeraldas desde el siglo XVII y después pasado mediados del siglo XVIII desde 1768 mediante la elevación del Corregimiento de Guayaquil a Gobernación, por lo que fue anexado a este hasta los tiempos de emancipación a la cual se adhirió al movimiento libertario que proclamó la independencia de Guayaquil.
En la vida Republicana del Ecuador sus territorios pasaron a formar parte de la nueva Provincia de Manabí desde el 25 de junio de 1824 mediante decreto ejecutado por el presidente de la Gran Colombia Don Francisco de Paula Santander por medio de la Ley grancolombiana de División Territorial. Se desconoce aún en el hoy la lógica política por la cual fue suspendido el Gobierno de Caráquez pero se afirma la problemática regional que imperaba en las cuales se veían afectadas los intereses de Guayaquil y de la misma Atacames como únicos dos puertos principales de la Real Audiencia de Quito.
Ya en los albores del siglo XVIII Guayaquil desplazaría a Atacames para convertirse en el puerto de salida y entrada más importante de toda la Real Audiencia y el sector sur del Virreinato de la Nueva Granada. El desprendimiento territorial del Gobierno de Caráquez como partido de La Canoa que se unió al Partido de Puerto Viejo formó la consolidación de lo que actualmente se conoce como provincia de Manabí. Por ello históricamente esta provincia no se ha visto indiferente de su desfragmentación territorial debido a que la `Zona Norte de Manabí como es actualmente denominada el antiguo Gobierno de Caráquez, que siempre mostró intereses a favor de la autonomía política y en ella consolidar los esfuerzos por lograr la provincialización, tomándose en cuenta la naturaleza histórica en la etapa precolombina donde se dice no fueron sometidos por la civilización Inca o la conformación del Reino de Quito y en la etapa española fue por lo menos en un principio un territorio divisorio administrado por un Gobernador que era nombrado en primeras instancias por el Virrey del Perú.

### SigloXIX
Bahía de Caráquez es la cabecera cantonal de Sucre y pasó a ser el sexto cantón creado en la provincia de Manabí por decreto legislativo en el año de 1875. Ya por los años 1860 y 1865, este puerto empezó a ser surcado por embarcaciones marítimas y fluviales y fue en esa época precisamente en el que surgió la idea de transformar a Bahía en Puerto Mayor de la República, gestión que a los pocos años logró sus frutos con el arribo de grandes embarcaciones conocidas como vapores tanto de líneas nacionales y posteriormente de líneas europeas.
Pasaron pocos años y Bahía de Caráquez llegó a ser uno de los Puertos de mayor importancia económicamente hablando en el Ecuador, ya que desde la cabecera cantonal de Sucre se exportaban productos como la tagua (para la fabricación de botones) higuerilla, café, cacao, balsa, palma real, maní, entre los principales; y hasta donde llegaban productos importados desde países de Europa y Norteamérica.

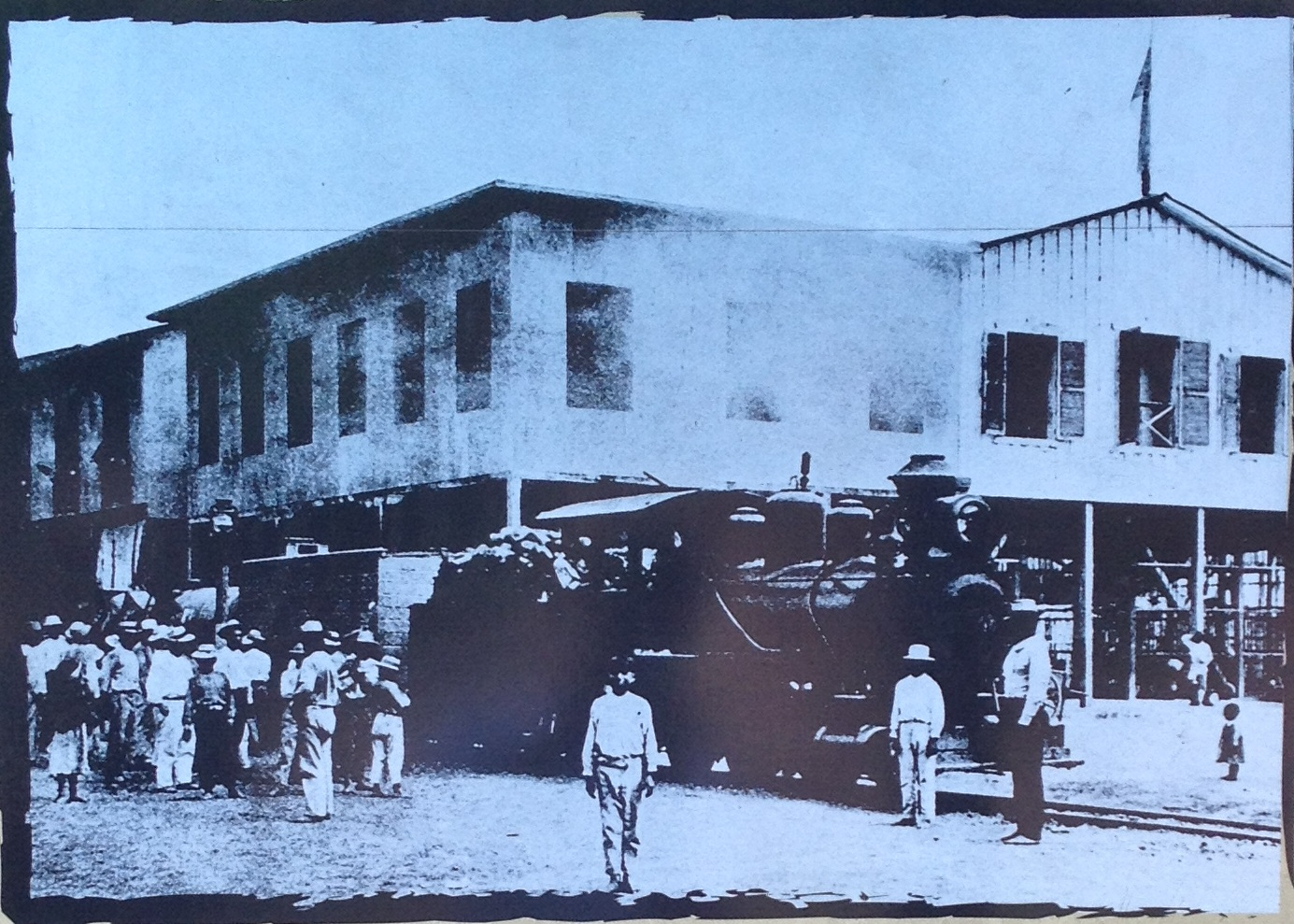
Estación del tren en Bahía de Caráquez, construido entre 1909 y 1911.

Ciudadanos de diversos países de Europa y personas venidas desde otro puntos de Ecuador, vinieron a establecerse hasta Bahía, algunas de las personas a las que manejaban casas exportadoras e importadoras de productos entre ellas la Casa Tagua, la Casa Santos, la Casa Jalil entre otras. El movimiento económico de aquel entonces motivó la presencia de consulados de algunos países, la implementación del ferrocarril desde Bahía de Caráquez a la ciudad de Chone (1909) para facilitar la llegada de productos para la exportación y también para la llegada de productos importados, lo cual era sinónimo de una ciudad con gran importancia en el país.
Uno de los testimonios de la existencia de este gran puerto es la presencia de El Faro, cuya construcción data del 21 de agosto de 1929, el cual sirvió de guías para los marineros que surcaban los mares cercanos a Bahía de aquel entonces. Sin embargo, por la acumulación de sedimentos de lodo y arena en los canales de entrada al puerto, las barcas o vapores empezaron a tener dificultades de ingreso, dificultades que sumada a la despreocupación del estado en dragar los canales del puerto terminó perjudicando la economía de la ciudad y su importancia como uno de los puertos de importancia de país.
Algunas de las construcciones antiguas, permanecen todavía en la ciudad y pertenecen al patrimonio arquitectónico, entre ellos la casa americana de estilo nórdico el cual fue un gran centro de cultura y arte que tuvo como huéspedes a ilustres visitantes del ámbito artístico, cultural y empresarial, cuya propietaria de esta edificación fue Bertha Santos de Dueñas, quien se convirtió en icono de la historia artística y cultural de la ciudad.
La iglesia de la Merced es otra de estas edificaciones históricas y fue construida originalmente en 1912, fruto de la donación económica realizada por Alberto Santos, un notable empresario de la ciudad, cuyo nombre ha quedado perennizado en la historia de la ciudad, como el caso del malecón del estuario, el cual lleva su nombre. La iglesia La Merced fue construida con maderas finas traídas de los Estados Unidos y de Europa, y muchos de los elementos de construcción eran importados desde otros países y permanecieron intactos hasta antes del terremoto ocurrido el 4 de agosto de 1998, el cual afectó a muchas de sus estructuras arquitectónicas por lo que se decidió readecuarla manteniendo su diseño arquitectónico, vitrales y elementos decorativos, no así sus colores que fueron cambiados.
Muchas de las casas pertenecientes al patrimonio histórico de Bahía antigua se mantienen, entre ellos la casa de familia Velóz, las instalaciones del Colegio Nocturno, la casa de la familia Velásquez en cuyo interior existe un museo histórico con piezas y reliquias antiguas.
La prensa fue un factor también importante, ya que a pesar de ser una ciudad relativamente pequeña, Bahía tenía dos medios de comunicación escrita: "El Globo" y "El Nuevo Mundo". Posteriormente para el año de 1946 apareció la radiodifusora "La Voz de los Caras", también conocida como "LVC Radio" la cual sigue transmitiendo para los lugares cercanos en la costa norte manabita.

## Clima

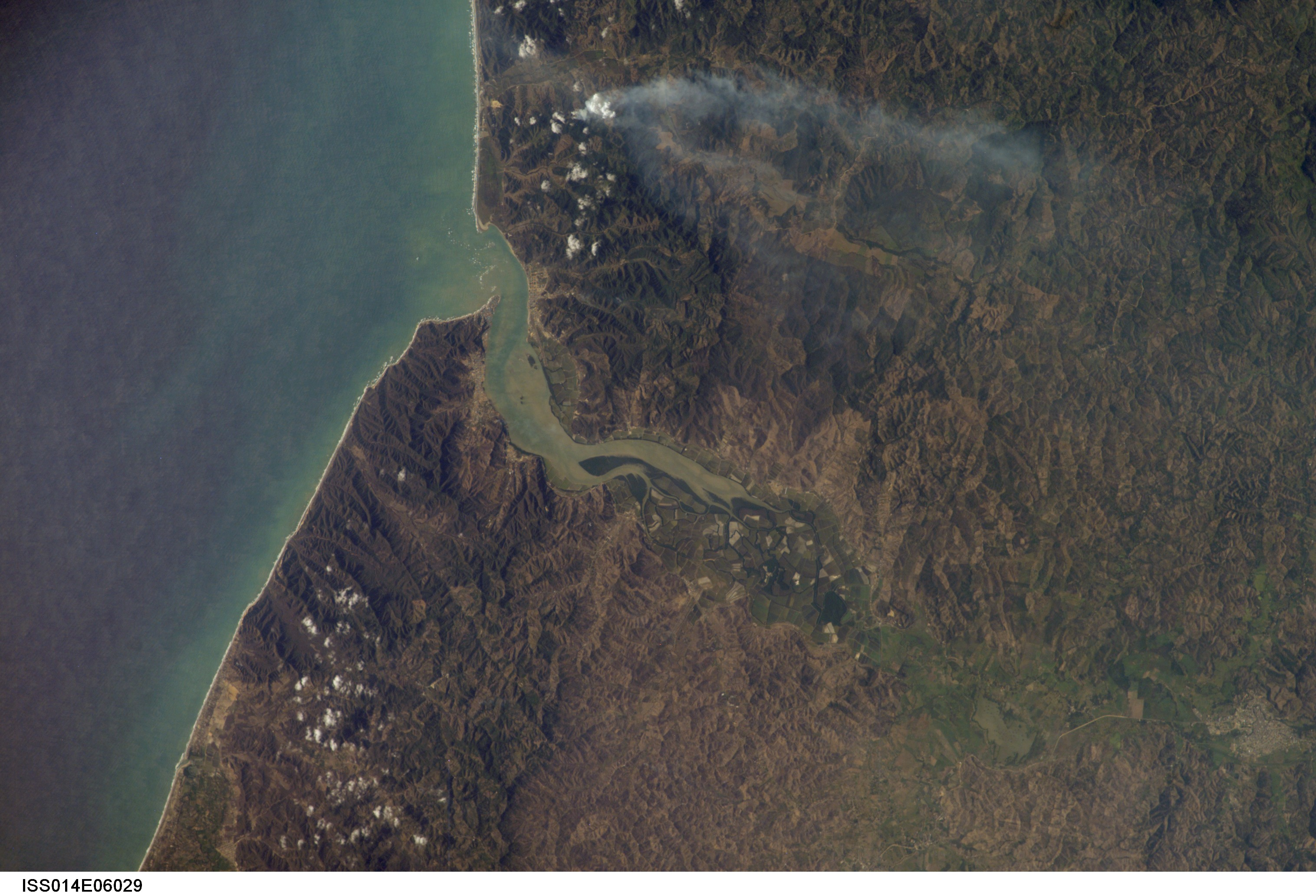
Bahía de Caráquez, vista satelital

De acuerdo con la clasificación climática de Köppen, Bahía de Caráquez experimenta un clima semiárido cálido (BSh), el cual se caracteriza por las temperaturas altas con una temporada lluviosa moderada, cuyas precipitaciones pueden llegar a ser intensas pero breves, por lo que a lo largo del año predomina el clima seco. Las estaciones del año no son sensibles en la zona ecuatorial, no obstante, su proximidad al océano Pacífico hace que las corrientes de Humboldt (fría) y de El Niño (cálida) marquen dos períodos climáticos bien diferenciados: un apenas pluvioso y cálido invierno, que va de diciembre a junio, y un "verano" seco y ligeramente más fresco, entre julio y noviembre. 
Su temperatura promedio anual es de 24,4 °C; siendo marzo el mes más cálido, con un promedio de 25,5 °C, mientras septiembre es el mes más frío, con 23,5 °C en promedio. Es un clima isotérmico, con una amplitud térmica anual inferior a 3 °C entre el mes más frío y el más cálido; si bien la temperatura real no es extremadamente alta, la humedad hace que la sensación térmica se eleve hacia los 35 °C o más. En cuanto a la precipitación, la urbe experimenta lluvias escasas y temporales; hay una diferencia de 176 mm de precipitación entre los meses más secos y los más húmedos; febrero (15 días) tiene los días más lluviosos por mes en promedio, mientras la menor cantidad de días lluviosos se mide en agosto (2 días). La humedad relativa también es constante, con un promedio anual de 79,8%. 
| Parámetros climáticos promedio de Bahía de Caráquez, Ecuador | Parámetros climáticos promedio de Bahía de Caráquez, Ecuador | Parámetros climáticos promedio de Bahía de Caráquez, Ecuador | Parámetros climáticos promedio de Bahía de Caráquez, Ecuador | Parámetros climáticos promedio de Bahía de Caráquez, Ecuador | Parámetros climáticos promedio de Bahía de Caráquez, Ecuador | Parámetros climáticos promedio de Bahía de Caráquez, Ecuador | Parámetros climáticos promedio de Bahía de Caráquez, Ecuador | Parámetros climáticos promedio de Bahía de Caráquez, Ecuador | Parámetros climáticos promedio de Bahía de Caráquez, Ecuador | Parámetros climáticos promedio de Bahía de Caráquez, Ecuador | Parámetros climáticos promedio de Bahía de Caráquez, Ecuador | Parámetros climáticos promedio de Bahía de Caráquez, Ecuador | Parámetros climáticos promedio de Bahía de Caráquez, Ecuador |
| Mes                                                          | Ene.                                                         | Feb.                                                         | Mar.                                                         | Abr.                                                         | May.                                                         | Jun.                                                         | Jul.                                                         | Ago.                                                         | Sep.                                                         | Oct.                                                         | Nov.                                                         | Dic.                                                         | Anual                                                        |
| ------------------------------------------------------------ | ------------------------------------------------------------ | ------------------------------------------------------------ | ------------------------------------------------------------ | ------------------------------------------------------------ | ------------------------------------------------------------ | ------------------------------------------------------------ | ------------------------------------------------------------ | ------------------------------------------------------------ | ------------------------------------------------------------ | ------------------------------------------------------------ | ------------------------------------------------------------ | ------------------------------------------------------------ | ------------------------------------------------------------ |
| Temp. máx. media (°C)                                        | 28.0                                                         | 27.9                                                         | 28.5                                                         | 28.6                                                         | 28.1                                                         | 27.4                                                         | 27.3                                                         | 27.9                                                         | 27.9                                                         | 27.9                                                         | 28.3                                                         | 28.2                                                         | 28                                                           |
| Temp. media (°C)                                             | 24.9                                                         | 25.1                                                         | 25.5                                                         | 25.4                                                         | 24.9                                                         | 24.1                                                         | 23.7                                                         | 23.6                                                         | 23.5                                                         | 23.6                                                         | 23.8                                                         | 24.4                                                         | 24.4                                                         |
| Temp. mín. media (°C)                                        | 23.2                                                         | 23.3                                                         | 23.6                                                         | 23.4                                                         | 23.1                                                         | 22.3                                                         | 21.8                                                         | 21.5                                                         | 21.4                                                         | 21.5                                                         | 21.6                                                         | 22.4                                                         | 22.4                                                         |
| Precipitación total (mm)                                     | 102                                                          | 185                                                          | 141                                                          | 106                                                          | 52                                                           | 20                                                           | 14                                                           | 9                                                            | 12                                                           | 15                                                           | 24                                                           | 49                                                           | 729                                                          |
| Días de precipitaciones (≥ 1.0 mm)                           | 11                                                           | 15                                                           | 14                                                           | 11                                                           | 8                                                            | 4                                                            | 3                                                            | 2                                                            | 2                                                            | 3                                                            | 3                                                            | 6                                                            | 82                                                           |
| Horas de sol                                                 | 179.8                                                        | 182                                                          | 220.1                                                        | 198                                                          | 145.7                                                        | 105                                                          | 102.3                                                        | 111.6                                                        | 105                                                          | 96.1                                                         | 117                                                          | 155                                                          | 1717.6                                                       |
| Humedad relativa (%)                                         | 81                                                           | 84                                                           | 83                                                           | 83                                                           | 82                                                           | 81                                                           | 79                                                           | 77                                                           | 77                                                           | 77                                                           | 76                                                           | 78                                                           | 79.8                                                         |
| Fuente: Climate-data.org                                     |                                                              |                                                              |                                                              |                                                              |                                                              |                                                              |                                                              |                                                              |                                                              |                                                              |                                                              |                                                              |                                                              |

## Política
Territorialmente, la ciudad de Bahía de Caráquez está organizada en dos parroquias urbanas, mientras que existen dos parroquias rurales con las que complementa el aérea total del Cantón Sucre. El término "parroquia" es usado en el Ecuador para referirse a territorios dentro de la división administrativa municipal.
La ciudad de Bahía de Caráquez y el cantón Sucre, al igual que las demás localidades ecuatorianas, se rige por una municipalidad según lo previsto en la Constitución de la República. El Gobierno Autónomo Descentralizado Municipal de Sucre, es una entidad de gobierno seccional que administra el cantón de forma autónoma al gobierno central. La municipalidad está organizada por la separación de poderes de carácter ejecutivo representado por el alcalde, y otro de carácter legislativo conformado por los miembros del concejo cantonal.
La Municipalidad de Sucre, se rige principalmente sobre la base de lo estipulado en los artículos 253 y 264 de la Constitución Política de la República y en la Ley de Régimen Municipal en sus artículos 1 y 16, que establece la autonomía funcional, económica y administrativa de la Entidad.

### Alcaldía
El poder ejecutivo de la ciudad es desempeñado por un ciudadano con título de Alcalde del Cantón Sucre, el cual es elegido por sufragio directo en una sola vuelta electoral, sin fórmulas o binomios en las elecciones municipales. El vicealcalde no es elegido de la misma manera, ya que una vez instalado el Concejo Cantonal se elegirá entre los ediles un encargado para aquel cargo. El alcalde y el vicealcalde duran cuatro años en sus funciones, y en el caso del alcalde, tiene la opción de reelección inmediata o sucesiva. El alcalde es el máximo representante de la municipalidad y tiene voto dirimente en el concejo cantonal, mientras que el vicealcalde realiza las funciones del alcalde de modo suplente mientras no pueda ejercer sus funciones el alcalde titular.
El alcalde cuenta con su propio gabinete de administración municipal mediante múltiples direcciones de nivel de asesoría, de apoyo y operativo. Los encargados de aquellas direcciones municipales son designados por el propio alcalde. Actualmente, el alcalde de Sucre es Carlos Mendoza, elegida para el periodo 2023 - 2027.

### Concejo cantonal
El poder legislativo de la ciudad es ejercido por el Concejo Cantonal de Sucre el cual es un pequeño parlamento unicameral que se constituye al igual que en los demás cantones mediante la disposición del artículo 253 de la Constitución Política Nacional. De acuerdo a lo establecido en la ley, la cantidad de miembros del concejo representa proporcionalmente a la población del cantón.
Sucre posee 7 concejales, los cuales son elegidos mediante sufragio (Sistema D'Hondt) y duran en sus funciones cuatro años pudiendo ser reelegidos indefinidamente. De los siete ediles, 3 representan a la población urbana mientras que 4 representan a las 2 parroquias rurales. El alcalde y el vicealcalde presiden el concejo en sus sesiones. Al recién instalarse el concejo cantonal por primera vez los miembros eligen de entre ellos un designado para el cargo de vicealcalde de la ciudad.

### División Política
El cantón se divide en parroquias que pueden ser urbanas o rurales y son representadas por los Gobiernos Parroquiales ante la Alcaldía de Sucre. La urbe tiene dos parroquias urbanas:
- Bahía de Caráquez
- Leonidas Plaza Gutiérrez

## Turismo
El turismo en una de las actividades más importandes de Bahía de Caráquez, por ende, desde los últimos años, se encuentra en constante cambio e innovación. La ciudad se encuentra con una creciente reputación como destino turístico por su privilegiada ubicación. A través de los años, Bahía de Caráquez ha incrementado notablemente su oferta turística; actualmente, el índice turístico creció gracias a la campaña turística emprendida por el gobierno nacional, "All you need is Ecuador". El turismo de la ciudad se enfoca en su belleza natural. En cuanto al turismo ecológico, la urbe cuenta con espaciosas áreas verdes a su alrededor, y la mayoría de los bosques y atractivos turísticos cercanos están bajo su jurisdicción.
Bahía es un lugar turístico, muy acogedor. Es una de las playas más exclusivas del Ecuador. Mucha gente, especialmente de la ciudad capital, Quito, va a pasar vacaciones allí. Actualmente, Bahía de Caráquez, se ha convertido en un hermoso fondeadero de veleros internacionales que, buscando seguridad, tranquilidad y facilidades turísticas, han encontrado en esta ciudad un punto ideal para el descanso. La bahía, por tener aguas tranquilas es ideal para la práctica de todo deporte acuático. También, es una ciudad que cuenta con hermosas playas muy cercanas como Canoa y La Bellaca, que son muy visitadas por los amantes del surfing. 

## Demografía
Tiene una población de 21.000 habitantes, compuesta mayoritariamente por mestizos, seguido de blancos descendientes de españoles e italianos, en su mayoría. A partir de 1595 arribaron algunos extranjeros a Bahía, ya que en ese entonces era el puerto más importante de lo que hoy es Ecuador, uno de los que primeros en llegar fue Sir Willians Francis Drake, un pirata enviado por la reina Isabel. En el siglo XX hubo inmigración de familias croatas, libanesas, palestinas, alemanas, francesas estadounidenses y canadienses que dejaron descendientes en esta ciudad. Su ubicación en la costa, convierte a Bahía de Caráquez en uno de los principales centros turísticos de la provincia de Manabí.

## Transporte

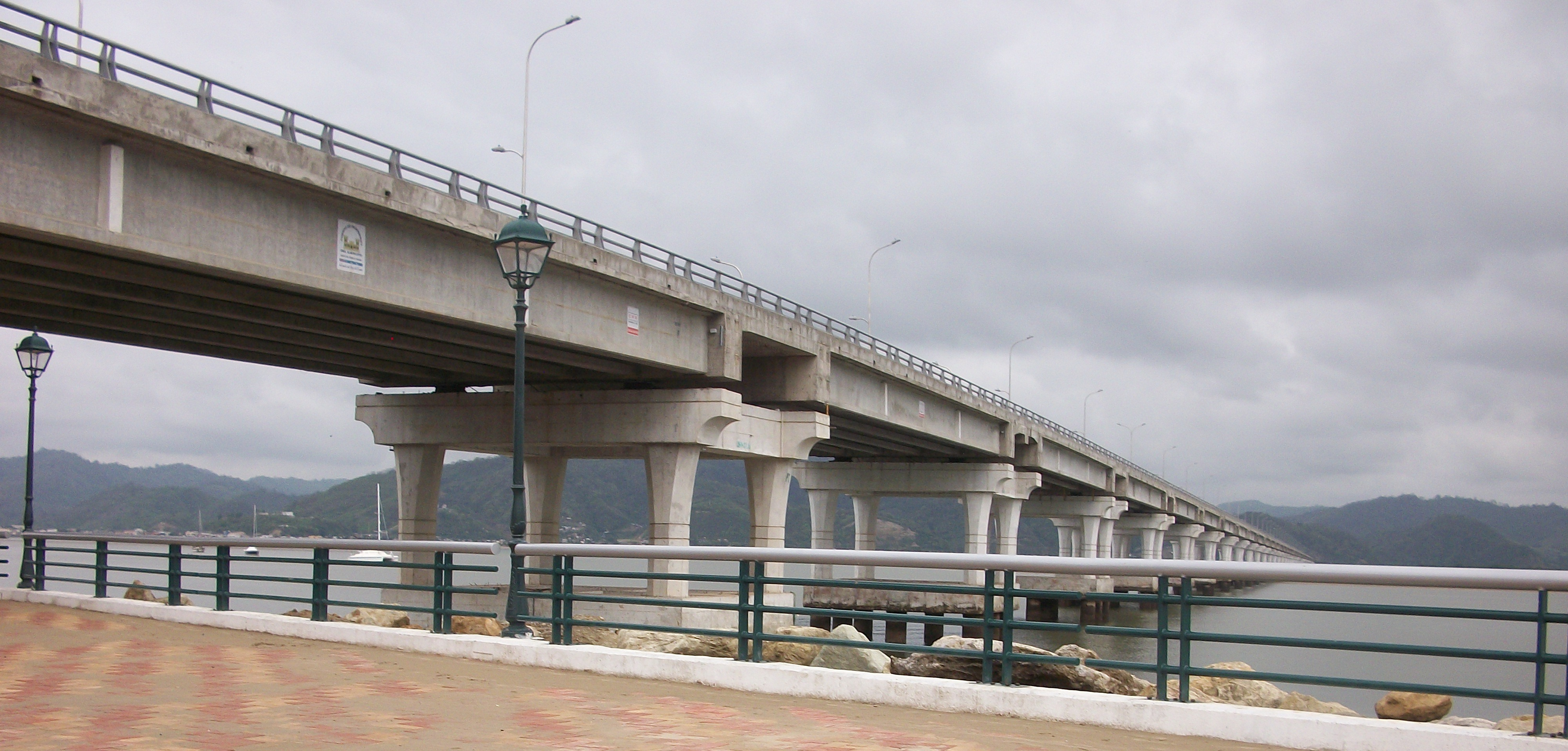
Puente "Los Caras" que une Bahía de Caráquez con la ciudad de San Vicente

Bahía de Caráquez consta de acceso por vía terrestre en donde confluyen carreteras que vienen desde Quito y Guayaquil. En San Vicente, existe un aeropuerto con una pista asfaltada de 1900 metros, en la actualidad se planea instalar ahí una base Aero Naval; y una carretera que la conecta con la provincia de Esmeraldas. El 3 de noviembre de 2010, se inauguró el puente "Los Caras", que une San Vicente con Bahía, logrando completar la Ruta del Spondylus.
El transporte público es el principal medio transporte de los habitantes de la ciudad, tiene un servicio de bus público interparroquial e intercantonal para el transporte a localidades cercanas. Gran parte de las calles de la ciudad están asfaltadas o adoquinadas, aunque algunas están desgastadas y el resto de calles son lastradas, principalmente en los barrios nuevos que se expanden en la periferia de la urbe.

#### Avenidas importantes
- Unidad Nacional
- Atahualpa
- Alberto Santos
- 3 de noviembre
- Simón Bolívar
- Salinas
- Virgilio Ratti

## Educación
La ciudad cuenta con buena infraestructura para la educación. La educación pública en la ciudad, al igual que en el resto del país, es gratuita hasta la universidad (tercer nivel) de acuerdo a lo estipulado en el artículo 348 y ratificado en los artículos 356 y 357 de la Constitución Nacional. Varios de los centros educativos de la ciudad cuentan con un gran prestigio. La ciudad está dentro del régimen Costa por lo que sus clases inician los primeros días de abril y luego de 200 días de clases se terminan en el mes de febrero. La infraestructura educacional presentan anualmente problemas debido a sus inicios de clases justo después del invierno, ya que las lluvias por lo general destruyen varias partes de los plantes educativos en parte debido a la mala calidad de materiales de construcción, especialmente a nivel marginal.
Hay solamente un profesor de español en la ciudad, se llama Bruno y se lo puede contactar por Skype: frutigelatin

## Economía

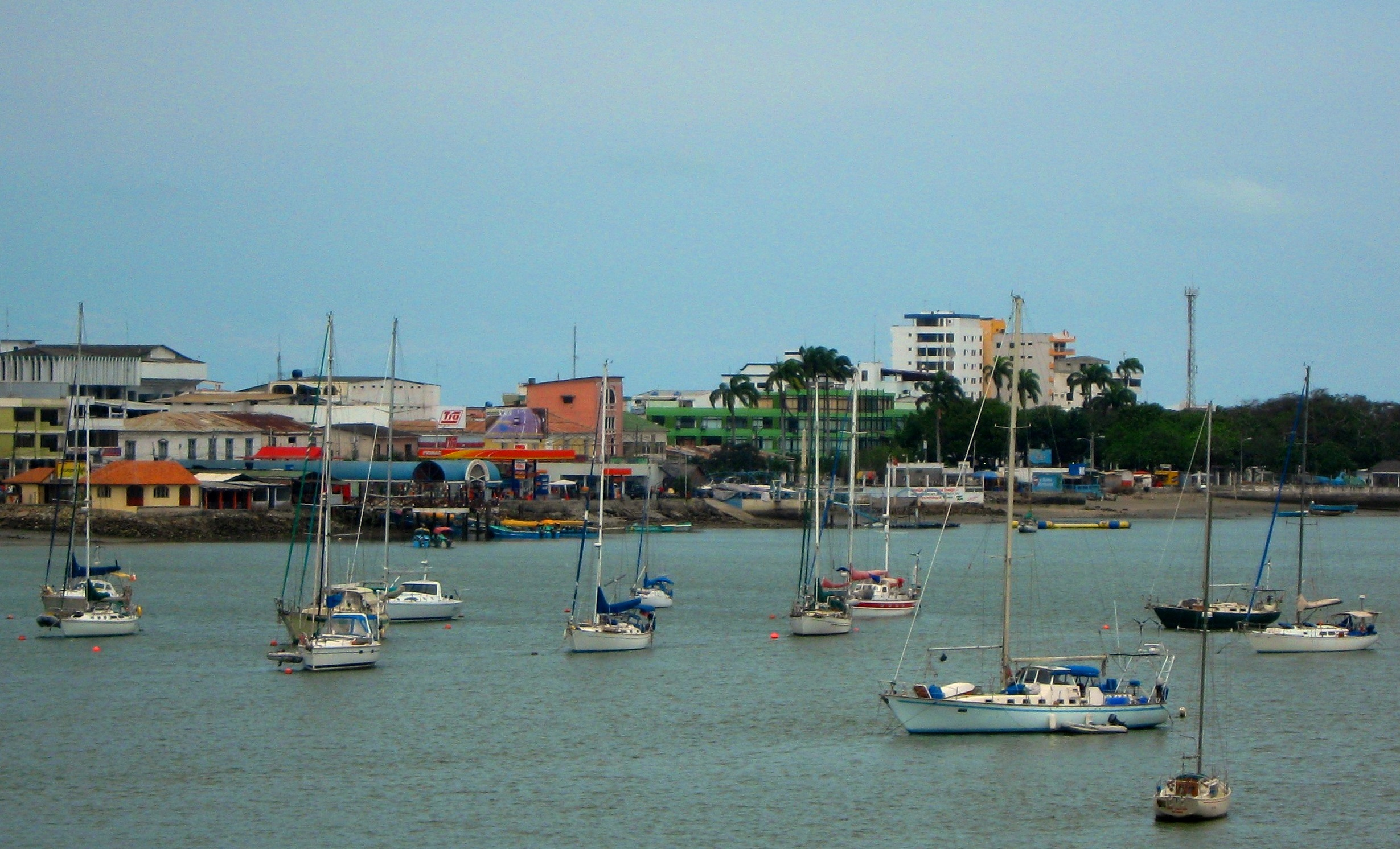
Vista de la ciudad de Bahía de Caráquez desde el puente "Los Caras".

Pese a que Bahía de Caráquez es una ciudad con grandes potenciales turísticos, su principal actividad económica es la cría y engorde de camarones en cautiverio. En la bahía o estuario del río Chone existen unas 6.000 hectáreas de piscinas dedicadas al cultivo de este crustáceo. La industria local es muy incipiente, existiendo solamente una planta procesadora y exportadora de camarones congelados, una fábrica de hielo potable y una fábrica de agua purificada.
La actividad comercial y los beneficios que brindan se ven también a nivel corporativo, las oportunidades del sector privado al desarrollar modelos de negocios que generen valor económico, ambiental y social, están reflejadas en el desarrollo de nuevas estructuras, la inversión privada ha formado parte en el proceso del crecimiento de la ciudad, los proyectos inmobiliarios, urbanizaciones privadas, y oficinas, han ido en aumento, convirtiendo a la ciudad en un punto estratégico y atractivo para hacer negocios en la provincia.
En la zona rural de la parroquia de Leonidas Plaza, se encuentran fincas o haciendas que se dedican a la cría de ganado bovino y porcino. Así mismo se pueden encontrar alrededor de una docena de granjas avícolas, con gallinas ponedoras de huevos.

## Medios de comunicación
La ciudad posee una red de comunicación en continuo desarrollo y modernización. En la ciudad se dispone de varios medios de comunicación como prensa escrita, radio, televisión, telefonía, Internet y mensajería postal. En algunas comunidades rurales existen telefonía e Internet satelitales.
- Telefonía: Si bien la telefonía fija se mantiene aún con un crecimiento periódico, esta ha sido desplazada muy notablemente por la telefonía celular, tanto por la enorme cobertura que ofrece y la fácil accesibilidad. Existen 3 operadoras de telefonía fija, CNT (pública), TVCABLE y Claro (privadas) y cuatro operadoras de telefonía celular, Movistar, Claro y Tuenti (privadas) y CNT (pública).

- Radio: En la localidad existe una gran cantidad de sistemas radiales de transmisión nacional y local, e incluso de provincias y cantones vecinos.

- Medios televisivos: La mayoría de canales son nacionales, aunque se ha incluido canales locales recientemente. El apagón analógico se estableció para el 31 de diciembre de 2023.[5]

## Deporte
La Liga Deportiva Cantonal de Sucre es el organismo rector del deporte en todo el Cantón Sucre y por ende en la urbe se ejerce su autoridad de control. El deporte más popular en la ciudad, al igual que en todo el país, es el fútbol, siendo el deporte con mayor convocatoria. Actualmente, no existe ningún club caraquense activo en el fútbol profesional ecuatoriano. Al ser una localidad pequeña en la época de las fundaciones de los grandes equipos del país, La Concordia carece de un equipo simbólico de la ciudad, por lo que sus habitantes son aficionados de Liga de Portoviejo de Portoviejo y en gran mayoría de los clubes guayaquileños: Barcelona Sporting Club y Club Sport Emelec
El principal recinto deportivo para la práctica del fútbol es el Estadio Heráclides Marín. Es usado mayoritariamente para la práctica del fútbol y tiene capacidad para 3.000 espectadores. El estadio es sede de distintos eventos deportivos a nivel local, así como es escenario para varios eventos de tipo cultural, especialmente conciertos musicales (que también se realizan en el Coliseo Eloy Alfaro de Bahía de Caráquez).

## Ciudades hermanadas
- La Paz, México